# Линдси, Дэвид, 28-й граф Кроуфорд
Дэвид Александр Роберт Линдси, 28-й граф Кроуфорд и 11-й граф Балкаррес (англ. David Alexander Robert Lindsay, 28th Earl of Crawford and 11th Earl of Balcarres; 20 ноября 1900 — 13 декабря 1975) — британский пэр и политик-юнионист, известный как лорд Балниел с 1913 по 1940 год.

## Биография

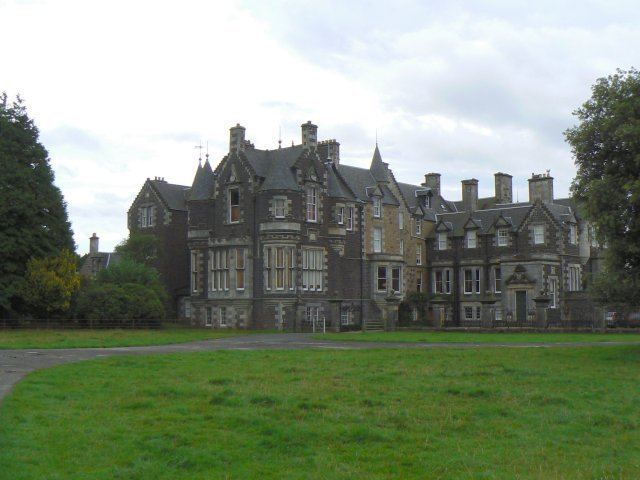
Балкаррес-хаус, резиденция графов Кроуфорд

Родился на 49 Морей-Плейс в западном Эдинбурге 20 ноября 1900 года. Старший сын Дэвида Линдси, 27-го графа Кроуфорда и 10-го графа Балкарреса (1871—1940), и его жены Констанс Лилиан Пелли (7 — 1947).
Он получил образование в Итонском колледже, затем окончил Магдален-колледж в Оксфорде в 1922 году, получи степень бакалавра искусств. На парламентских выборах 1924 годах он был избран В Палату общин Великобритании как член парламента (МП) от Лонсдейла. Лорд Балниел занимал своё место в парламенте, пока он не сменил своего отца титулы в мае 1940 года, Также Дэвид Линдси был личным парламентским секретарем в Министерстве сельского хозяйства, рыболовства и продовольствия в 1924 году и в Министерстве здравоохранения с 1931 по 1940 год.
В 1951 году лорд Кроуфорд стал рыцарем Большого креста Ордена Британской империи За заслуги в области искусства, будучи попечителем в галерее Тейт с 1932 по 1937 год, Национальной галереи, с 1935 по 1941 год, в 1945—1952 и 1953—1960 годах, Британского музея с 1940 по 1973 год, а также членом Постоянной комиссии по музеям и галереям с 1937 по 1952 год, Председателем попечительского совета Национальной галереи Шотландии с 1952 по 1972 году Королевской комиссии изящных искусств с 1943 по 1957 год и попечителей Национальной библиотеке Шотландии в 1944 году.
В 1953 году он был избран членом Королевского общества Эдинбурга. Его коллегами были физик Джон Ф. Аллен, фармаколог Дэвид Джек, математики Эдвард Копсон и Дэниел Эдвин Резерфорд. Он был награжден орденом Чертополоха в 1955 году за время, проведенное в качестве ректора Университета Сент-Эндрюс с 1952 по 1955 год.
С 1945 по 1965 год он был председателем Национального фонда.
Он умер в Балкаррес-хаусе, недалеко от Колинсбурга в Файфе, 13 декабря 1975 года. Он похоронен в семейной часовне в Балкаррес-хаусе.

## Семья
9 декабря 1925 года в церкви Святой Маргариты в Вестминстере лорд Балниел женился на Мэри Кэтрин Кавендиш (20 июля 1903 — 20 ноября 1994), третьей дочери достопочтенного лорда Ричарда Фредерика Кавендиша (1871—1946), младшего брата Виктора Кавендиша, 9-го герцога Девонширского. У супругов было трое сыновей:
- Роберт Александр Линдси, 29-й граф Кроуфорд (род. 5 марта 1927), старший сын и преемник отца. Женат с 1949 года на Рут Беатрис Мейер-Бехтлер, от брака с которой у него было четверо детей.
- Достопочтенный Патрик Линдси (14 ноября 1928—1986), женат с 1955 года на леди Амабель Мэри Мод Йорк (род. 1935), от брака с которой у него было четверо детей.
- Достопочтенный Томас Ричард Линдси (18 февраля 1937—2020), женат с 1961 года на Сара Вирджиния Кейпел Кюре (род. 1938), от брака с которой у него было пятеро детей.

Лорд Кроуфорд скончался в 1975 году в возрасте 75 лет, и его титулы перешли к его старшему сыну Роберту.